# Pinnotherion vermiforme
Pinnotherion vermiforme is een pissebed uit de familie Entoniscidae. De wetenschappelijke naam van de soort is voor het eerst geldig gepubliceerd in 1889 door Giard & Bonnier.